# Le Pêchereau
Le Pêchereau ist eine französische Gemeinde mit 1781 Einwohnern (Stand 1. Januar 2022) im Département Indre in der Region Centre-Val de Loire; sie gehört zum Arrondissement Châteauroux und zum Kanton Argenton-sur-Creuse.
Nachbargemeinden von Le Pêchereau sind Tendu im Norden, Mosnay im Nordosten, Malicornay im Osten, Chavin im Südosten, Le Menoux im Süden, Ceaulmont im Südwesten, Argenton-sur-Creuse im Westen und Saint-Marcel im Nordwesten.

## Bevölkerungsentwicklung
| Jahr      | 1962 | 1968 | 1975 | 1982 | 1990 | 1999 | 2007 | 2012 | 2018 |
| Einwohner | 1177 | 1239 | 1335 | 1726 | 1887 | 1884 | 2002 | 1892 | 1861 |

## Sehenswürdigkeiten
- Schloss Les Thibauts (1890)
- Schloss Paumule (17. Jahrhundert)
- Schloss Le Haut-du-Pêchereau
- Schloss Le Courbat (Mairie)

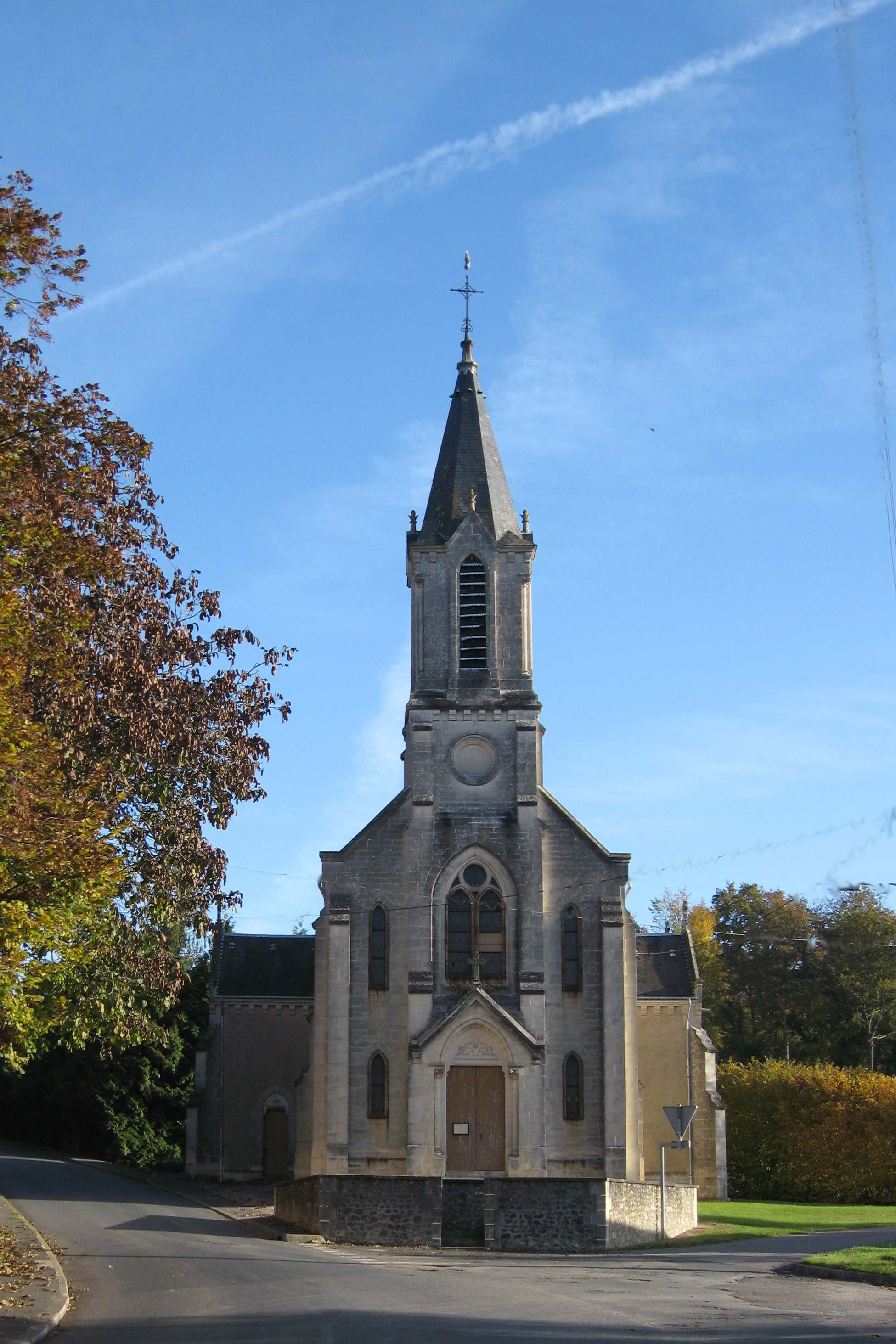
Pfarrkirche
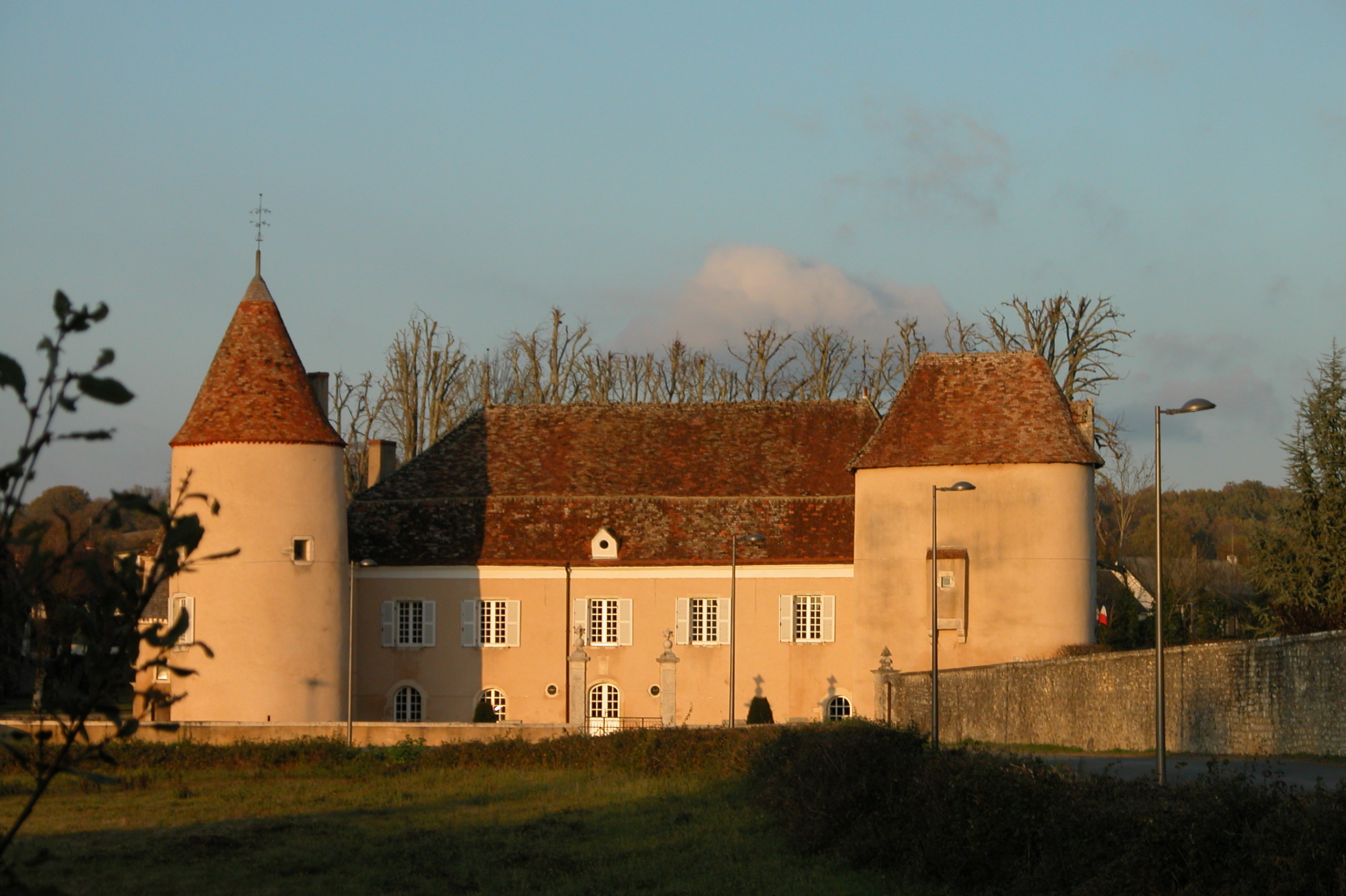
Schloss Le Courbat